# 肥大性肺性骨関節症
肥大性肺性骨関節症(ひだいせいはいせいこつかんせつしょう、英: hypertrophic pulmonary osteoarthropathy;HPO)とは、長管骨の骨膜性骨新生、関節炎、ばち指を主訴とする症候群。肺癌が関与する。Bamberger-Marie diseaseあるいは osteoarthropathia hypertrophicans.とも呼ばれる。

## 臨床像
発症原因は不明である。原発性肺がん患者の3-10% 発症するとする報告がある。

## 由来
名称はEugen von BambergerとPierre Marieに由来する。